# Adivinación en Mesopotamia

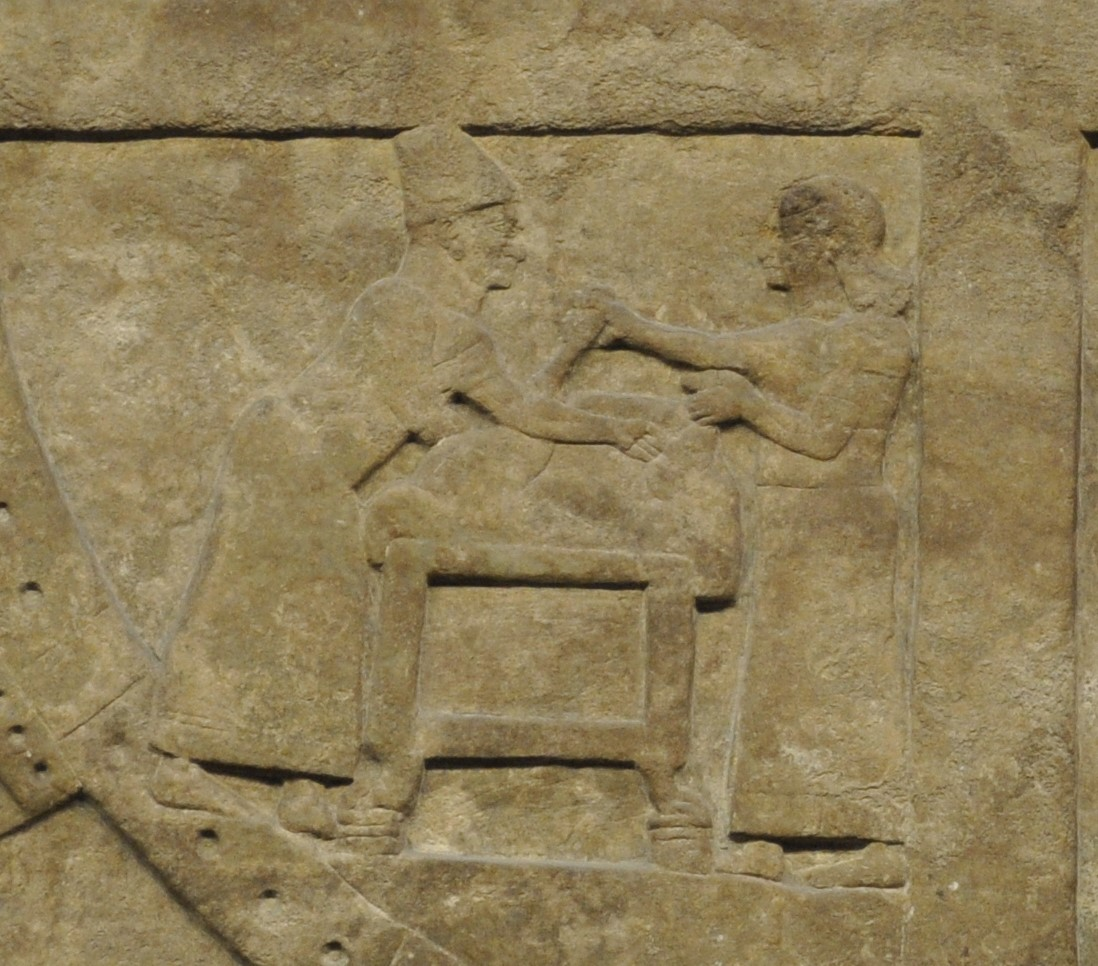
Un adivino y su ayudante preparan un animal de sacrificio con fines de adivinación (hepatoscopia). Detalle de un relieve del Palacio Noroeste de Nimrud, siglo IX a. C.

La adivinación en Mesopotamia era una forma de comunicación con los dioses que permitía comprender mejor los misterios del mundo. A menudo consistía en la lectura de presagios de los que había que deducir un mensaje que anunciaba un futuro favorable o desfavorable, pero también permitía comprender mejor una situación presente contra la que se pretendía actuar. Estos presagios podían aparecer en cualquier momento y lugar: acontecimientos naturales, movimiento de los astros, entrañas de los animales e incluso en los actos más triviales de la vida cotidiana. En segundo lugar, también existía la creencia en los presagios transmitidos directamente por los dioses mediante sueños o por medio de profetas.
La adivinación era un complemento de las creencias mesopotámicas según la cual los dioses presidían los destinos humanos y tenían un conocimiento global que les permitía informar a los hombres sobre el futuro y permitirles tomar medidas (generalmente rituales) para modificarlo si les era desfavorable. Para ello, se necesitaban especialistas capaces de identificar o solicitar y luego descifrar estos mensajes enviados por los dioses. Esta actividad había adquirido gran importancia en los centros de poder, ya que desempeñaba un papel esencial en la toma de decisiones políticas. Así pues, los adivinos desempeñaban un papel importante en los reinos mesopotámicos. Debido a su importancia, la adivinación se confiaba a personas que se encontraban entre las más sabias de la sociedad. Las artes adivinatorias dieron lugar a la redacción de numerosos tratados, cuyas copias han sido desenterradas durante las excavaciones de varias bibliotecas, especialmente en Nínive en Asiria, así como comentarios a estos textos y numerosos relatos de procedimientos adivinatorios que hacen de esta disciplina una de las mejor documentadas de la antigua Mesopotamia, en particular la hepatoscopia (adivinación mediante el análisis del hígado de un animal) y la astrología (adivinación mediante la observación de los movimientos de los astros).
Así, los textos documentan una actividad que seguía principios complejos, que dio lugar a múltiples reflexiones y debates entre los eruditos de la antigüedad y, sobre todo, a una incesante actividad de observación que contribuyó al desarrollo de una forma de pensamiento empírico, que algunos historiadores llegan a calificar de científico o precientífico. En cualquier caso, es un objeto de estudio esencial para el conocimiento del medio intelectual mesopotámico.

## Fuentes

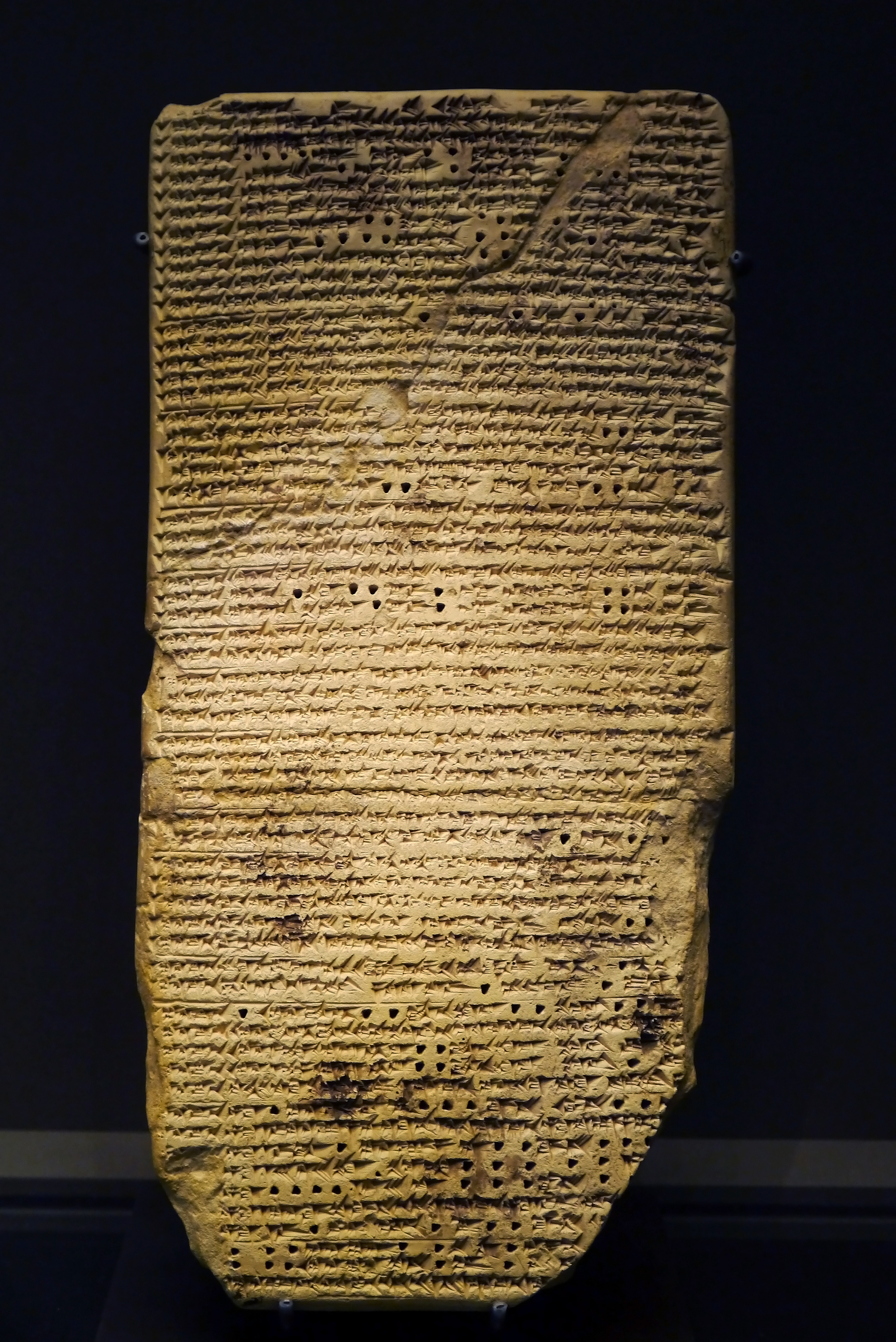
Tabla del tratado de astrología Enūma Anu Enlil, tabla 56: presagios extraídos de la observación de las estrellas errantes.Uruk III s. a. C. Museo del Louvre

## Una importante disciplina académica en la antigua Mesopotamia
La documentación sobre la adivinación mesopotámica nos permite pues conocer bien ciertas actividades adivinatorias en una región precisa y esencialmente en el medio de las élites políticas y letradas, durante períodos limitados, pero no reconstituir bien la evolución histórica de esta disciplina y las variantes regionales que no dejaron de existir, salvo en el caso mejor documentado de la astrología. Por lo que sabemos, la adivinación aparece en los textos del III milenio a. C., en Sumer y especialmente en los territorios de (Acad, Siria y Ebla). Su escasa presencia en los textos sumerios podría indicar que el desarrollo de esta disciplina es tardío, más bien ligado a las poblaciones semíticas, y tenía inicialmente un aspecto principalmente popular, imponiéndose progresivamente en los círculos de poder. La adivinación se convierte en una importante disciplina académica entre finales del III milenio y principios del II milenio, como demuestra el hecho de que esté cada vez más documentada, sobre todo por textos técnicos procedentes de los centros intelectuales del sur de Mesopotamia y también de las regiones occidentales, especialmente en Mari, un lugar situado en la confluencia de las culturas de la antigua Mesopotamia y Siria, entre las que las ideas circulaban ampliamente. La adivinación continuó desarrollándose en el I milenio, periodo para el que las bibliotecas de los eruditos mesopotámicos aportaron cientos de tablillas de tratados adivinatorios, lo que demuestra el complejo desarrollo alcanzado entonces por esta disciplina, y el papel protagonista que desempeñaba en la vida intelectual y en el proceso de toma de decisiones políticas (como demuestra la cantidad de documentos adivinatorios desenterrados en Nínive). El arte adivinatorio del entorno de la corte y el templo era una disciplina compleja, y los principios en los que se basaban los presagios eran a menudo opacos. Mezclaba prácticas que podían calificarse de religiosas, mágicas, eruditas o incluso científicas. Por otro lado, la adivinación "popular" está casi totalmente indocumentada, ya que se realizaba en entornos que no dejaban rastro documental.

### Una forma de comunicación con los dioses
Según la concepción de los antiguos mesopotámicos, los dioses decidían el destino de la humanidad. En general, eran como seres sobrenaturales con grandes poderes, dotados de un conocimiento ilimitado de los acontecimientos pasados, presentes y futuros, y dispuestos a compartir la información que tenían con los hombres. Al igual que otros conocimientos y técnicas, la adivinación no se consideraba una creación humana, sino una práctica enseñada a los hombres por los dioses. 
La adivinación, desde el punto de vista mesopotámico, debe entenderse por tanto, en un sentido amplio, como una forma de comunicación con lo divino, que podía utilizarse para :
- Investigar lo que era probable que ocurriese en el futuro, o más ampliamente, interrogar a los dioses para saber si una iniciativa que se pensaba tomar les favorecería o no (iniciar una guerra o una alianza, nombrar a una persona para un cargo, reconstruir un templo, casarse, emprender un viaje, etc.);
- Para comprender una situación presente o reciente, como el origen de las desgracias que afectaban a una persona o al reino, principalmente con fines terapéuticos (determinar la causa de una enfermedad), o el significado de un eclipse que acababa de producirse;
- También (más raramente) para explicar acontecimientos pasados cuyo origen no había sido comprendido (en particular la dramática muerte de un gobernante).[17]

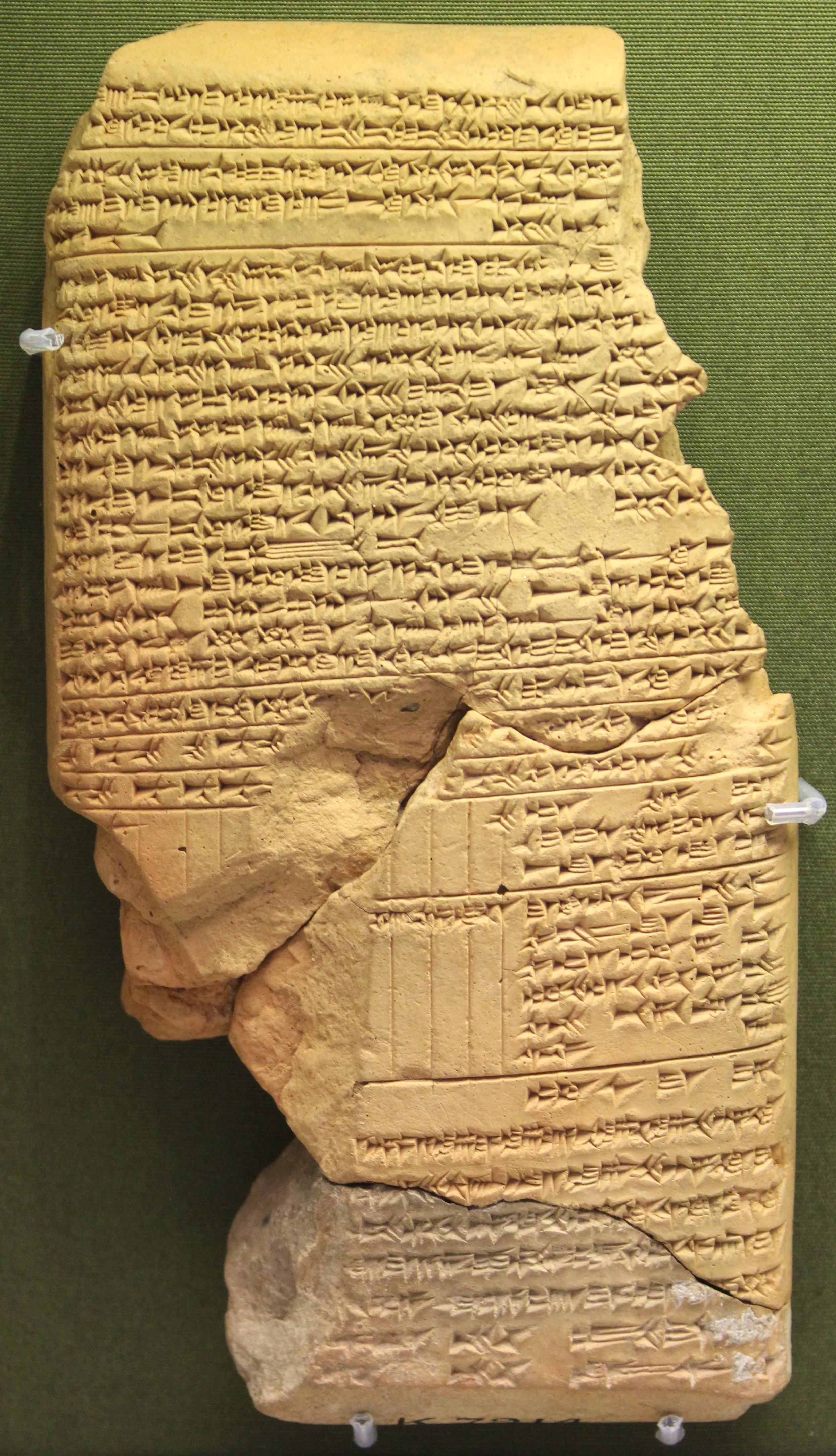
Tablilla del Manual del adivino. Ninive,, British Museum.

La naturaleza de la documentación, elaborada esencialmente para el poder real por las élites intelectuales de los reinos, hacía que se destacase la información relativa a los asuntos de los reinos (asuntos militares y diplomáticos, administrativos y religiosos), y menos las cuestiones pertenecientes a la esfera privada, que sin embargo se traslucían en los tratados técnicos, que a veces proponían una interpretación diferente para un presagio según se dirigiese al rey o a un hombre común.
Es probable que los mensajes divinos se comunicasen a través de muchos fenómenos que los humanos debían ser capaces de identificar e interpretar: el mundo visible se convertía entonces en un "sistema de signos" que había que descifrar para comprenderlo mejor y poder tomar decisiones adecuadas, para reducir la incertidumbre, para restablecer una situación considerada normal Se interesaban tanto por los "prodigios" como por el carácter normal de un fenómeno (el hecho de que una estrella siguiera su curso normal en el cielo era visto como un presagio favorable) y escudriñaban la apariencia de lo observado (forma, color, posición). Por tanto, los signos divinos podían adoptar formas muy variadas: fenómenos naturales, generalmente excepcionales (terremotos), fenómenos astrales (fases de la luna, movimientos de los astros), sueños insólitos, el nacimiento de un ser "anormal", la forma insólita de los intestinos de un animal sacrificado, etc., hasta cualquier acontecimiento, fuera de lo común o no, que pudiera observarse. En última instancia, era probable que los mensajes se produjesen de cualquier forma, en cualquier lugar y en cualquier momento. Las especulaciones de los adivinos de épocas posteriores tendían a vincular los diferentes tipos de signos como parte de un mismo sistema, y por tanto a ser interpretados conjuntamente, y los textos especulativos trataban de encontrar parentescos entre las partes del hígado y el cielo observadas por los adivinos; el Manual del adivino incluye un pasaje explícito sobre tales correspondencias:

Los signos ominosos de la tierra sólo llevan señales de acuerdo con los del cielo. El cielo y la tierra juntos producen presagios. Aunque aparezcan por separado, no deben distinguirse, pues el cielo y la tierra están en correspondencia.
Manual del adivino.

A juzgar por los informes de los adivinos de la corte asiria, la posibilidad de recibir mensajes divinos que señalasen los hechos futuros no provocaba tranquilidad sino todo lo contrario, generando ansiedad y miedo a no percibir o malinterpretar una señal divina. En cualquier caso esto garantizó un lugar importante para esta disciplina y sus especialistas dentro de la sociedad mesopotámica, en especial con la realeza y la aristocracia.

### Una disciplina esencialmente deductiva
En general, la adivinación mesopotámica era deductiva: el mensaje comunicado por los dioses era de forma indirecta y los especialistas, esto es  los adivinos, debían analizar e interpretar. Se basaba en la observación de un fenómeno ominoso (ittu, un signo) que se sometía a una interpretación (pišru), correspondientes respectivamente a la prótasis y la apódosis de los tratados técnicos. La adivinación de tipo inspirado, en la que el dios comunicaba el mensaje directamente (en un sueño o a través de un profeta) era menos frecuente. Los mensajes divinos también podían distinguirse entre:
- Adivinación no solicitada o espontánea: los mensajes eran enviados directamente por los dioses por iniciativa propia. Un adivino se encargaría de detectar el mensaje e interpretarlo mediante la evolución de un astro, un fenómeno natural, un acontecimiento cotidiano o un sueño premonitorio inesperado, entre otros ejemplos.
- Adivinación solicitada o provocada por un adivino: este formulaba una pregunta a un dios y esperaba una respuesta, generalmente sí/no. Los recursos de los que se valía podían ser, entre otros, la lectura del hígado o de las entrañas de un animal sacrificado, el vertido de aceite en una vasija llena de agua, un sueño premonitorio suscitado por una incubación, etcétera.[24][25]

Para que el mensaje fuese lo más diáfano posible, era habitual realizar varias consultas sucesivas y combinar distintos métodos para confirmar o aclarar los resultados de los procedimientos, siguiendo el principio de correspondencia entre los distintos tipos de signos mencionados anteriormente. Por ejemplo, un acontecimiento podía ser anunciado por un fenómeno astral, y luego se pedía a la deidad una información más clara mediante la lectura del hígado de un cordero sacrificado, como en el siguiente ejemplo relatado en una carta de Mari:

"Di a mi Señor: Así dice Asqudum, tu siervo. El día 14 hubo un eclipse de luna y el hecho mismo de este eclipse es algo maligno. Tomé los oráculos para el bienestar de mi Señor y el del distrito de arriba (Terqa). Los oráculos eran sólidos. Ahora mi Señor, donde está, debe tener oráculos tomados para su beneficio y el de Mari".
Carta del adivino Asqudum al rey Zimri-Lim de Mari.

Esquemáticamente, el procedimiento adivinatorio deductivo podía dividirse en tres etapas:
- El episodio: se trataba de la observación de un fenómeno preciso (astral, natural u otro) o de la manipulación de un medio (el hígado de un animal, aceite vertido al agua, etc.).
- La interpretación: consistía en determinar, con la ayuda de un manual de adivinación, qué oráculo estaba indicado mediante la observación del presagio (o de varios presagios combinados).
- La actualización: a continuación se evaluaba el grado de afectación de este presagio en las personas interesadas y, si era necesario, las medidas (rituales) que debían tomarse en respuesta a lo anunciado, o la necesidad de recurrir a otro oráculo para aclarar el pronóstico.

### Adivinación y otras prácticas rituales
La tercera etapa del procedimiento adivinatorio dejaba claro que la adivinación no podía aislarse del conjunto de modalidades de comunicación con el mundo divino: las oraciones, los himnos y las lamentaciones, así como los rituales de sacrificio, la magia y el exorcismo, que debían entenderse como un conjunto de métodos destinados a hacer frente a lo desconocido, procesos de "manipulación" de lo sobrenatural. La inclusión de la adivinación en este conjunto de prácticas se evidencia, por ejemplo, en un pasaje del texto Ludlul bel nemeqi:

Llamé a mi dios, pero no mostró su rostro;
imploré a mi diosa, pero no levantó la cabeza.
Ni el adivino, a pesar de sus investigaciones, llegó al fondo del asunto,
ni el intérprete de sueños, con su ofrenda de perfumes, aclaró mi caso.
Le pregunté al dios de los sueños, pero no me iluminó;
y el exorcista, con su ritual, no apaciguó la ira divina contra mí.
Extracto de Ludlul bel nemeqi.

La adivinación se utilizaba en este contexto para averiguar las voluntades divinas con el fin de tomar las medidas rituales adecuadas. Muy a menudo, el acontecimiento anunciado por un presagio era juzgado de hecho como indeseable por quienes buscan la interpretación, y convenía adoptar medidas para que ese mal presagio no se hiciese realidad. Entonces se efectuaban encantamientos o rezos a los dioses para hacer frente a este mal. En efecto, según lo que se desprende de los textos mitológicos mesopotámicos, si las deidades asignaban el destino de los humanos, porque ellas (o más precisamente el dios supremo, Enlil o Marduk según la época) sostenían y escribían las tablillas del destino que decidían el futuro, este futuro siempre podía reescribirse mientras no se cumpliese.
Así, un tratado de oniromancia proporcionaba directamente las oraciones que debían pronunciarse en caso de mal sueño:

Si un hombre ha tenido un sueño de mal agüero, para conseguir que sus consecuencias nocivas no le afecten, antes de volver a poner los pies en el suelo (por la mañana), dirá: "¡Este sueño que he tenido, es de buen agüero, es de excelente agüero, por Sîn y Shamash! De este modo, se convertirá en un buen presagio para sí mismo (en lugar de un mal presagio) y el mal destino prometido por su sueño no le afectará!.
Extracto de Tratado de oniromancia

En otros casos, era necesario la práctica de rituales mágicos o exorcismos: una de las series más importantes de procedimientos exorcistas, llamada Disolución (acadio Namburbû), estaba destinada, pues, a combatir los malos augurios. Los procedimientos oraculares adquirían especial importancia en el ámbito del control de las enfermedades, ya fuese para la medicina o para los procedimientos exorcistas (en cualquier caso, ambos eran difícilmente separables en la antigua Mesopotamia): una colección de presagios llamada "Cuando el exorcista va a la casa del enfermo" (Enûma ana bīt marsi āšipu illaku) informaba así de los presagios que un exorcista podía observar antes de ir a la casa de una persona aquejada de un mal y de lo que presagiaban para esa persona. Los manuales de diagnóstico médico se formulaban de forma muy similar a un manual de adivinación: se observaba el estado del paciente, sus síntomas visibles, y se deducía una respuesta sobre la naturaleza de su enfermedad, a menudo de origen sobrenatural; por ejemplo, "Si (el paciente) es golpeado (con dolor) en el lado derecho de la cabeza, es la "Mano de Shamash": morirá. La adivinación se utilizaba entonces para comprender mejor la acción divina y determinar lo que se podía hacer.

### El papel de los especialistas en adivinación

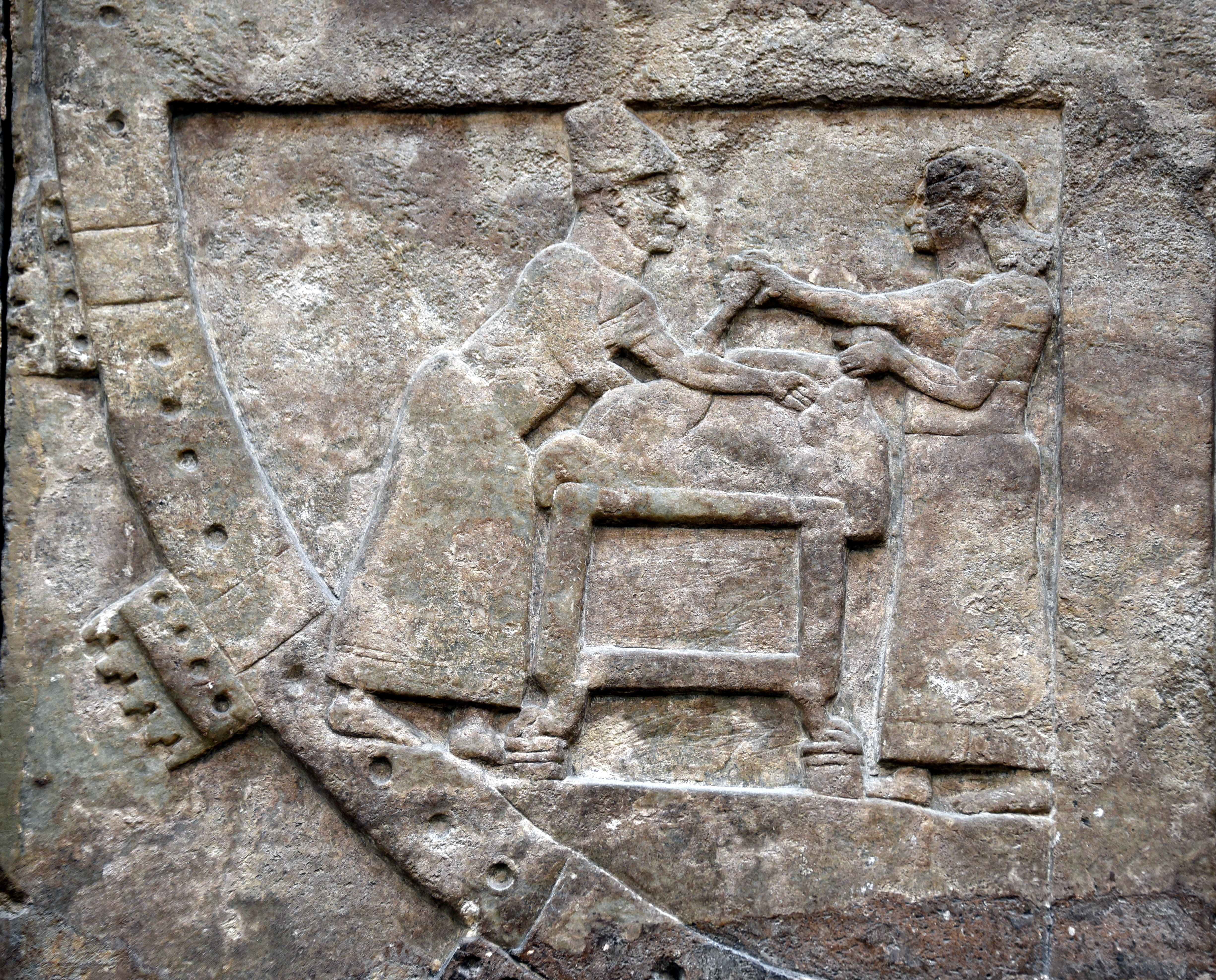
Un adivino-bārû y su asistente preparan un animal para un sacrificio adivinatorio. Detalle de un bajorrelieve del Palacio Noroeste de Nimrod (Asiria), s. IX a. C. Museo Británico.

Los especialistas en adivinación formaban parte del grupo de "eruditos" del mundo mesopotámico. Habían recibido una educación avanzada, que incluía en particular el dominio de textos técnicos de adivinación, y trabajaban en el ámbito de los templos y del palacio real. Algunos se distinguieron como especialistas en adivinación por derecho propio. Este es sobre todo el caso del bārû (derivado del verbo que significa "ver" ; sumerio equivalente máš-šu-gí-gíd), que suelen traducirse como adivinos, pero en realidad suelen aparecer en los textos como especialistas en hepatoscopia, secundariamente en lecanomancia y libanomancia. En cuanto a la otra gran disciplina adivinatoria, la astrología, no existía un auténtico especialista dedicado a ella hasta los últimos períodos. En la corte asiria, los presagios astrológicos eran interpretados por los sabios, cualquiera que fuera su especialidad teórica: bārû, exorcistas (āšipu), lamentadores (kalû), sacerdotes, e incluso un alto dignatario civil, el escriba principal. También se encuentran tratados de adivinación en las bibliotecas de sacerdotes y exorcistas (en Sultantepe, Uruk). En particular, los exorcistas, como especialistas en diagnósticos médicos, eran llamados a desempeñar una función adivinatoria (las enfermedades eran consideradas a menudo como enviadas por los dioses) o, al menos, a trabajar en conjunto con los adivinos. A partir de la época reciente, se empieza a distinguir a los especialistas en astrología, que entonces se llaman "escribas de Enūma Anu Enlil" (ṭupšar Enūma Anu Enlil), por el conjunto de presagios astrológicos más de moda. Pero, de hecho, cualquier erudito era susceptible de obtener obras adivinatorias y adquirir así conocimientos en esta disciplina, independientemente de su especialidad teórica. Otra categoría específica de adivinos eran los šā'ilu, intérpretes de sueños, también versados en la nigromancia; su contraparte femenina eran las šā'iltu. En la Asiria tardía, los intérpretes de sueños se llamaban šabrû (masculino) y šabrâtu (femenina).
La gran cantidad de documentación escrita relativa a la adivinación desenterrada en los yacimientos mesopotámicos del II milenio a. C. y, sobre todo, del I milenio a. C. indica la importancia que este fenómeno adquiría en la sociedad mesopotámica. Los especialistas en esta actividad, aunque a veces eran criticados por su incapacidad para comprender adecuadamente los signos divinos, llegaron a desempeñar claramente un papel importante en la toma de decisiones de los individuos en todos los niveles sociales. Como la documentación escrita se concentraba sobre todo en las altas esferas del poder, la actividad adivinatoria se documenta sobre todo en los círculos reales, donde reinan la hepatoscopia y la astrología. Históricamente, los primeros documentados detectados fueron en los círculos reales del Akkad (c. 2300 a. C.) y de la época de Ur III (c. 2100 a. C.). El papel de los bārû en la corte real de Mari en el siglo XVIII a. C. es bien conocido gracias a las cartas exhumadas en este yacimiento, que informaban en particular del importante papel desempeñado por Asqudum, bārû del rey Zimri-Lim, que se convirtió en uno de los dignatarios más importantes de la corte. Un "juramento de adivinos", que los bārû debían prestar al rey de Mari (al igual que otros dignatarios), les ordenaba no ocultar nada al rey de lo que descubrieran a través de su actividad, y no revelar nada a otros. La adivinación en la corte está especialmente documentada en los archivos de Nínive, que recogen las relaciones entre los reyes neoasirios Asarhaddón y Asurbanipal y los eruditos que les servían de consejeros, que revelan la importancia de las observaciones astrológicas y los rituales de hepatoscopia en el proceso de toma de decisiones y, por tanto, en la vida política y militar de la época, ya que los adivinos acompañaban sistemáticamente a los ejércitos en campaña. Sin embargo, no hay que tratar de convertir a estos adivinos de palacio en manipuladores u hombres de las sombras, sobre todo porque había demasiados grupos diferentes de especialistas en el arte adivinatorio para que uno fuese el predominante.
El ejercicio de la adivinación fuera de las esferas de poder está mucho menos documentada. El poema Loaré al Señor de la Sabiduría (Ludlul bēl nēmeqi), texto sapiencial del periodo medio-babilónico, presenta a una persona de rango honorable aquejada de una dolencia que desconoce, indica que recurre a un adivino arúspice (bārû), a un intérprete de sueños (šā'ilu) y a un exorcista (āšipu) para resolver este problema. Las cartas también muestran que un arúspice y un intérprete de sueños podían utilizarse para la misma cuestión. La práctica de la adivinación parece haber sido utilizada en casos de enfermedad. Un grupo de textos del periodo paleobabilónico, procedentes de la ciudad de Lagaba en el norte de Babilonia, documenta las acciones de un tal Shamash-muballit que realiza una actividad relacionada con la adivinación: es enviado para interpretar el nacimiento anormal de un ternero, recitar oraciones para proteger un rebaño, probablemente también para que identifique la enfermedad que afecta a una persona y para realizar rituales de curación. Esto evidencia que los especialista en adivinación y curación también podían ejercer su actividad más allá del ámbito del palacio y de los grandes templos.

## Descifrar los signos divinos: principios de los presagios adivinatorios
La adivinación, una disciplina documentada casi exclusivamente en el ámbito erudito mesopotámico, se basaba esencialmente en un método deductivo y era objeto de mucha reflexión por parte de los eruditos mesopotámicos, que buscaban mejorar su capacidad para predecir las voluntades divinas. No hay ningún tratado que describa cómo desarrollaron sus interpretaciones adivinatorias, y no está en la naturaleza de los escritos sapienciales mesopotámicos elaborar principios generales, ya que son listas que tienden a cubrir un número máximo de casos posibles y a agrupar casos similares, siendo el objetivo de esta sistematización permitir a un practicante elaborar nuevas interpretaciones a partir de ejemplos conocidos. Pero el estudio de los textos ha permitido deducir dos procesos en el desarrollo de los procedimientos adivinatorios: un enfoque empírico basado en la observación de los fenómenos potencialmente determinantes y su relación con los acontecimientos para establecer un vínculo entre ambos; y un enfoque teórico que desarrolla principios a partir de estos casos empíricos o identificando principios simbólicos y sistematizándolos para considerar un número máximo de casos. Esta cuestión es central en el debate sobre el carácter (pre)científico del pensamiento adivinatorio mesopotámico.

### ¿Un enfoque empírico?

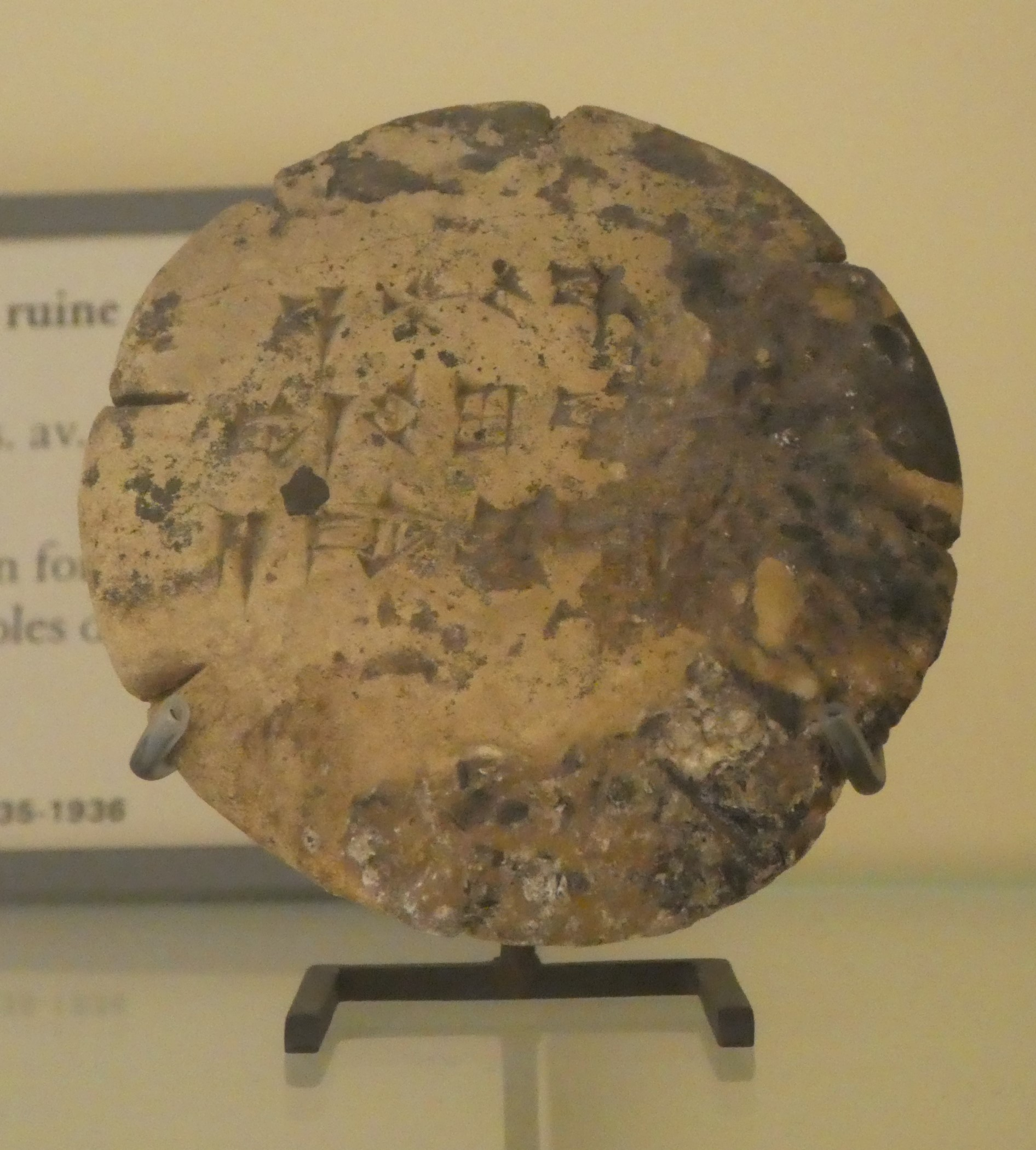
Tablilla que informa del hallazgo de un "presagio de la caída de Acad" tras una consulta de hepatoscopia en Mari, Museo del Louvre.

Se ha planteado que los adivinos mesopotámicos determinaban al menos algunos de los presagios empíricamente. El razonamiento era que si los signos que indicaban la voluntad divina podían determinar el futuro, entonces los acontecimientos pasados habían sido predichos de la misma manera. Por lo tanto, se trataba de identificar y recopilar estos signos del pasado y relacionarlos con los acontecimientos previstos para determinar qué fenómenos podían anunciar cada tipo de acontecimiento. Después, una vez acumulados los datos suficientes, se procedía a la sistematización, identificando regularidades entre los presagios observados para determinar de forma no empírica y más especulativa los vínculos entre los acontecimientos, ya que era evidente que no todos los presagios habían sido realmente observados, sino que representaban signos de los que se preveía la posibilidad de una reaparición.
Este enfoque empírico se pondría de manifiesto, en primer lugar, en los tipos de presagios relacionados con acontecimientos históricos, en particular la caída de Acad y la caída de la tercera dinastía de Ur, que fueron acontecimientos destacados en la historiografía mesopotámica y que aparecían en varios casos hepatoscópicos de principios del segundo milenio a. C. recogidos en los llamados textos tāmītu, cuyas copias se han encontrado en las bibliotecas neoasirias, informando en particular de casos que datan del periodo paleobabilónico. Podría deducirse que los presagios relacionados con acontecimientos más anecdóticos pertenecientes a la vida cotidiana se registraban de la misma manera, y puede que los astrólogos babilónicos de épocas posteriores intentaran hacer una recopilación empírica de datos de este tipo con la redacción de diversos tipos de informes de observaciones astronómicas. Esta hipótesis se ve respaldada por el hecho de que el método empírico era común en otras disciplinas eruditas mesopotámicas, en especial en la literatura médica: los médicos y exorcistas mesopotámicos registraban en sus tratados de pronóstico la observación del aspecto y el estado de salud de los pacientes para poder aislar ciertos tipos de enfermedades con el fin de poder identificarlas, lo que de hecho a menudo equivalía a una conjetura sobre qué dios o demonio era el origen de la dolencia atendiendo a la mentalidad de la época. Al acumular información empíricamente, organizarla y tratar de deducirla y sistematizarla para identificar principios, los adivinos mesopotámicos habrían desarrollado conocimientos y prácticas que tendrían una racionalidad propia y revelarían una mentalidad "científica", basada en la observación y la interpretación. No obstante, es imposible, en el estado actual de la documentación, demostrar con certeza que hubo un trabajo empírico en el origen de los tratados de adivinación. Tal y como se conocen, aparecen directamente en un formato muy definido sin que esté claro cómo se establecieron.

## Las prácticas adivinatorias

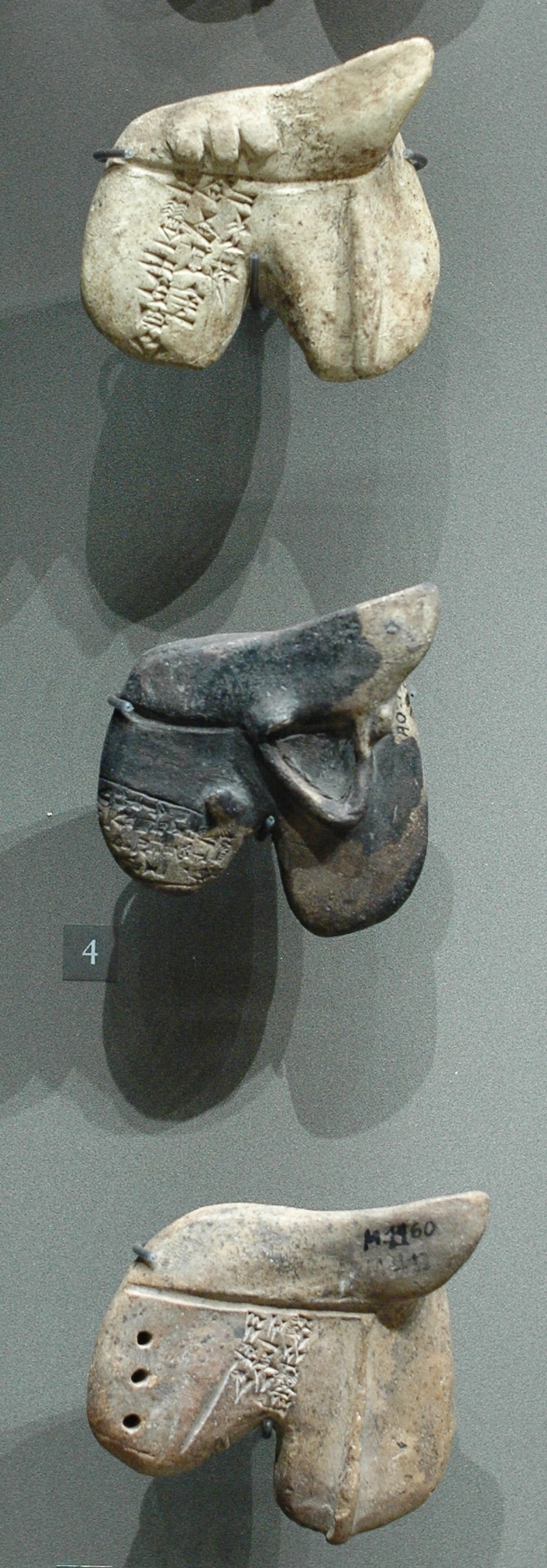
Modelos de arcilla de hígados adivinatorios utilizados para la formación de adivinos, -, Mari (ciudad), Museo del Louvre.

Las prácticas adivinatorias pueden clasificarse tipológicamente según el origen del mensaje (adivinación impulsada por los humanos o inspirada por los dioses) o según su naturaleza (mensaje directo de la divinidad o indirecto, del que los adivinos deben deducir una respuesta). Pero es más habitual proceder a una clasificación temática que se solapa con la de los eruditos mesopotámicos, formulada en los diversos tratados adivinatorios del primer milenio antes de Cristo, que también se superpone con las clasificaciones de otras civilizaciones antiguas. Dividía las prácticas adivinatorias según la forma del mensaje divino y su soporte: en el hígado y las vísceras de un animal (hepatoscopia y extispicina), en el cielo (astrología), en un sueño (oniromancia), en forma de recién nacido "monstruoso" (teratomancia), en forma de llama o humo (libanomancia), etc. Se documenta así una gran diversidad de prácticas adivinatorias, pero dos o tres ocupaban un lugar más importante, por su trascendencia en los círculos de poder: la hepatoscopia/extispicina, la astrología y, en un momento dado, la oniromancia, o incluso el profetismo en determinados períodos. Las otras formas están menos atestiguadas por los textos, pero es posible que estuvieran en boga entre la población, porque eran más sencillas en principio y menos costosas, pero no han sido muy documentadas porque no interesaban a las élites políticas y letradas.

### La hepatoscopia y la extispicina
La hepatoscopia, la adivinación mediante la observación del hígado de un animal sacrificado, generalmente un cordero, era la forma más importante de adivinación en la antigua Mesopotamia, la tarea más importante del especialista en el arte adivinatorio por excelencia, el bārû. Otro tipo de adivinación relacionado, la extispicina, consistía en leer el futuro en las entrañas de un animal, y a menudo se escudriñaban al mismo tiempo los pulmones, a veces también el corazón, los riñones, las vértebras. Estas prácticas están atestiguadas en el sur de Mesopotamia desde la segunda mitad del tercer milenio a. C., pero están documentadas principalmente desde principios del segundo milenio a. C., en particular desde los archivos de Mari (primera mitad del siglo XVIII a. C.), y luego desde la segunda mitad del siglo XII a. C.), y luego para el final del periodo neoasirio (siglo VI a. C.) por los archivos de Nínive, que incluyen algún tipo de relato de rituales oraculares y tratados de hepatoscopia. La serie de hepatoscopia/extispicina recibe el nombre de Bārûtu (el "Arte del bārû", de ahí lo de "Hepatoscopia/Extiscipina") en el periodo tardío, e incluye varias tablillas en las que se detalla el análisis de todos los órganos implicados, siendo el hígado el objeto del mayor número de secciones, y también del comportamiento del cordero antes de su sacrificio. Las consultas hepatoscópicas y sus resultados se habían recogido además en textos llamados tāmītu, procedentes principalmente de yacimientos neoasirios. Además, en Mari se han desenterrado modelos de hígado en arcilla, con menciones a las partes del hígado y a las observaciones oraculares que se podían hacer en él.
Esta forma de adivinación se practicaba a menudo a petición de los reyes para dirigir los asuntos de Estado (la oportunidad de un conflicto, la conclusión de una alianza, un matrimonio diplomático, el nombramiento de un dignatario, la construcción de un templo o un palacio, etc.), pero también por parte de los particulares para cualquier forma de decisión importante en sus vidas (viajes, prestación de un juramento, conclusión de un contrato, matrimonio, etc.).
El adivino tenía que escudriñar con detalle la forma de los órganos analizados. Los textos sobre hepatoscopia revelan que cada parte del hígado de los animales fue nombrada con precisión y que se examinaban todas las posibles anomalías. El análisis de los informes de los adivinos asirios indicaban que no se ceñían estrictamente a las indicaciones de los textos técnicos y establecían sus predicciones tras una discusión colegiada entre adivinos, ya que trabajaban en equipo y no aisladamente. Así, parece que los usos, la terminología y las interpretaciones variaban según el lugar y la época. Los archivos de Mari revelan así fuertes particularidades locales, que reflejan que la cultura de la zona no era estrictamente "mesopotámica"; por ejemplo, a veces se conservaban los órganos de un animal sacrificado y se enviaban a otros especialistas para verificar el oráculo, lo que revela también que eran posibles varias interpretaciones:

"Di a Yasmah-Addu: Así dice Ishme-Dagan, tu hermano. Nos has traído presagios (obtenidos en) los sacrificios ofrecidos por nosotros. Los he examinado. Esto es lo que me escribió: "La grasa del corazón es oscura justo a la derecha; el corazón es oscuro a la derecha y a la izquierda hay una larga división". Probablemente fue la mancha oscura la que no le dio confianza. Ahora he venido a enviarte estos presagios. Las he examinado: además de que las manchas oscuras están en lugares separados, también hay una larga división. No hay que preocuparse por esto.
- Peritaje de los órganos de un animal de sacrificio, según una carta de Mari, a principios del siglo XVIII a. C.

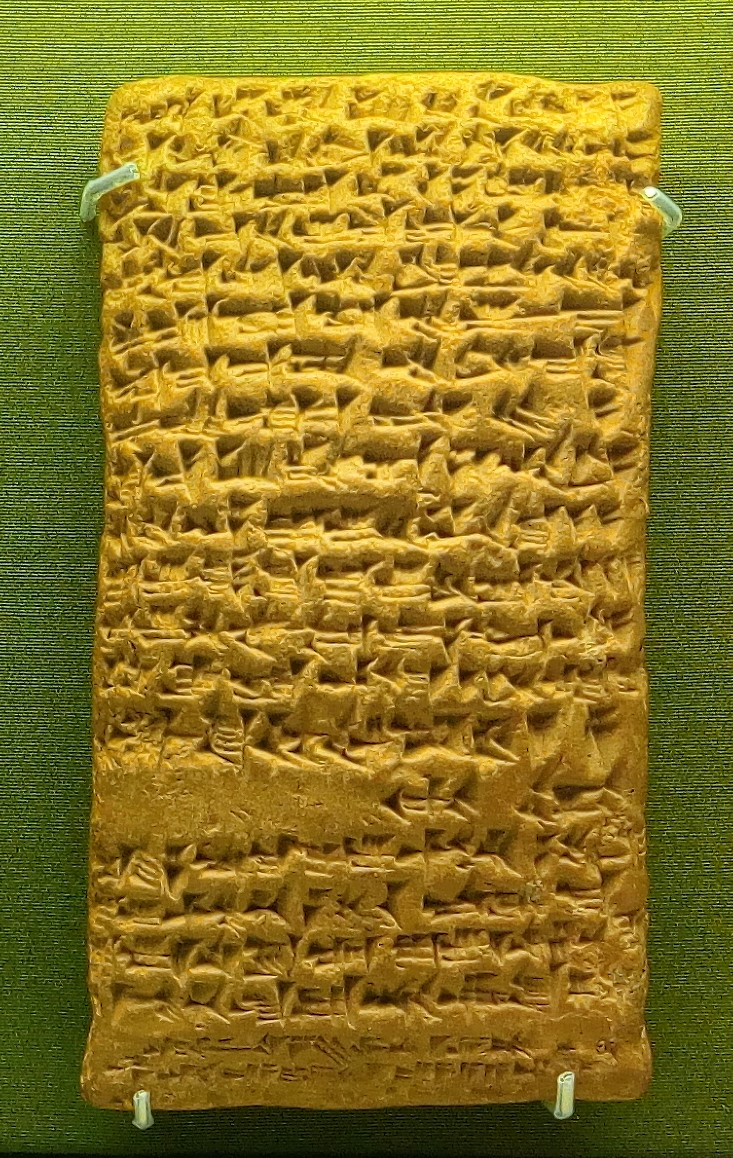
Tablilla que informa de una consulta hepatoscópica en Nínive, 651 a. C., para saber si las tropas del País del Mar se unirían a una revuelta contra Asiria. Museo Británico.

En general, eran necesarias varias consultas y había que sacrificar varios animales durante el mismo ritual: los adivinos de Mari distinguían así entre una primera observación (amārum) y la contraprueba (piqittum). Cuando un primer presagio era desfavorable, solían ser necesarias varias consultas para confirmar que efectivamente lo era, o para saber cuándo el dios cambiaba de opinión y emitía un presagio favorable. En efecto, parece que no existían medios mágicos para contrarrestar los augurios desfavorables en la hepatoscopia, y lo único que se podía hacer era esperar a que el augurio diera un giro positivo, teniendo presente la máxima de que no repitieran sus consultas demasiadas veces para no irritar a los dioses.
La hepatoscopia mesopotámica influyó evidentemente en las prácticas adivinatorias de los demás pueblos del Antiguo Oriente Próximo, ya que en la segunda mitad del segundo milenio a. C. se encuentran copias de tratados, sin duda de influencia mesopotámica, en Ugarit, en la costa de Siria, y en el reino hitita. La influencia de la hepatoscopia mesopotámica se extendería hasta Israel y Grecia y posteriormente a etruscos y romanos.

### La astrología
La adivinación astral, entendida en un amplio sentido ya que se refiere a los movimientos visibles en el cielo como movimientos de la luna, el sol, los planetas, las estrellas, los fenómenos meteorológicos (viento, lluvia, rayos) y a los fenómenos geológicos (terremotos), adquirió una importancia creciente en la adivinación mesopotámica, hasta convertirse en la disciplina oracular más importante en el primer milenio antes de Cristo, aunque la idea de que los astros determinan los destinos humanos es probablemente muy antigua. El papel de los astros como reflejo de la divinidad se afirma desde los primeros tiempos, ya que varios dioses mayores tienen un aspecto astral (Sin-la Luna, Ishtar-Venus) o se asimilan a un planeta (Marduk con Júpiter, por ejemplo). Al igual que la hepatoscopia, la astrología era más conocida en el entorno de la corte asiria (pero la situación debió de ser similar a la de Babilonia), y los presagios estudiados reflejaban los intereses del rey y del reino: salud del monarca, guerra y diplomacia, cosechas, sequías, inundaciones, plagas de langostas, epidemias, etc. Los informes de los astrólogos eran de gran importancia en la toma de decisiones políticas. Posteriormente continuó desarrollándose en Babilonia (Uruk, Babilonia) en la segunda mitad del primer milenio a. C., y la ciencia astral (que combinaba la adivinación celeste, la escritura del horóscopo, las observaciones astronómicas y la astronomía matemática) se convirtió en la principal disciplina académica de las fases finales de la civilización mesopotámica.

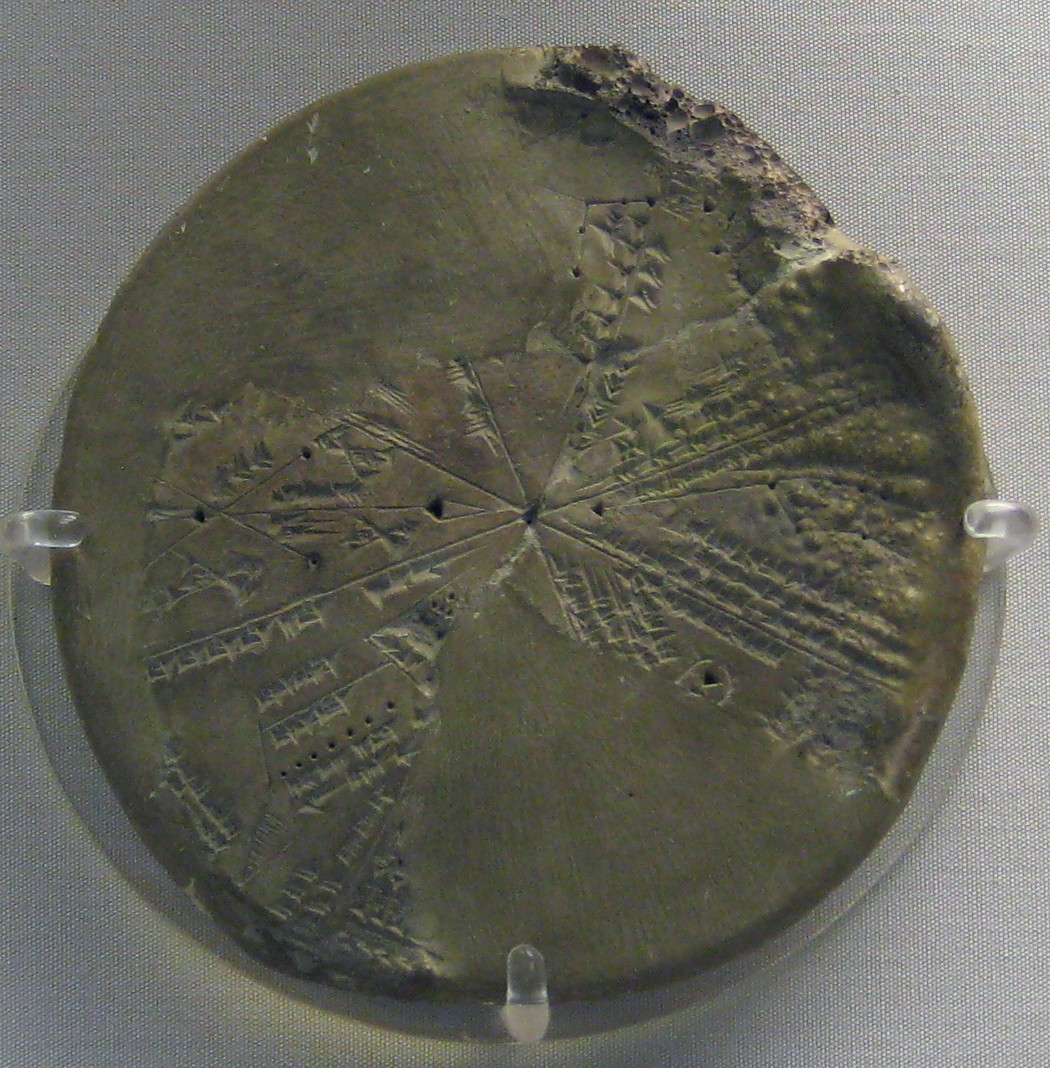
Tablilla circular que representa un planisferio celeste que indica la posición de las constelaciones observadas en la noche del 3 al 4 de enero de 650 en torno a Nínive. Museo Británico.

Los astrólogos observaban el cielo nocturno para identificar la evolución de los astros en el cielo (salidas, puestas, conjunciones, oposiciones), si seguían su trayectoria regular o se apartaban de ella y cuál era su aspecto. Analizaron la Luna en primer lugar, y posteriormente el resto de astros. Así pues, tenemos informes de varios adivinos para un mismo fenómeno nocturno, cuyas interpretaciones podían diferir bastante, siendo este tipo de divergencia bastante común en las misivas. Para ayudarse en sus análisis, los astrólogos contaban con la enorme serie llamada Enūma Anu Enlil, a la que se referían regularmente en sus informes al rey asirio, hasta el punto de que llegaron a ser denominados "escribas de Enūma Anu Enlil" (ṭupšar Enūma Anu Enlil). La observación de los astros se prestaba bien a la redacción y uso de este tipo de documentos técnicos debido a las múltiples configuraciones posibles de los mismos, sobre todo cuando se combinaba con el estudio de sus respectivas posiciones (un eclipse de Luna era un mal presagio para el rey, a menos que Júpiter fuera visible al mismo tiempo, lo que anulaba el oráculo). Los presagios más perjudiciales se tomaban muy en serio, sobre todo los relativos a la salud del rey; se contrarrestaban con rituales de "Disolución" (Namburbû) o, en el caso extremo del anuncio de la muerte del monarca, con el ritual del rey sustituto, en el que se entronizaba ficticia y temporalmente a un plebeyo en lugar del soberano para que la desgracia se trasladara a él.
La continua observación de los astros con fines astrológicos había dado lugar a una considerable recopilación y análisis de datos, como atestigua el tratado astronómico Mul Apin. En Babilonia, en la segunda mitad del primer milenio a. C., los informes astronómicos relataban fenómenos astrales a lo largo de varios siglos, junto con otros fenómenos como la evolución de los precios de los alimentos básicos, las aguas de los ríos y otros presagios terrestres, sin duda para relacionar mejor todos estos fenómenos en una perspectiva adivinatoria. A mediados del primer milenio a. C., como muy tarde, los astrólogos babilonios desarrollaron la división de la eclíptica en doce partes, el zodiaco, y luego los primeros horóscopos, predicciones sobre la vida de una persona según la posición de las principales estrellas del zodiaco en el momento del nacimiento (el ejemplo más antiguo conocido data del año 410 a. C.): se desarrolló entonces una adivinación más individual. 
Al mismo tiempo que los astrólogos/astrónomos babilónicos impulsaron sus conocimientos sobre los movimientos de los astros a largo plazo e intentaron deducir constantes de ellos con la ayuda de sus conocimientos matemáticos, desarrollaron una astronomía científica que los hizo famosos en el mundo antiguo, tanto como sus conocimientos adivinatorios.

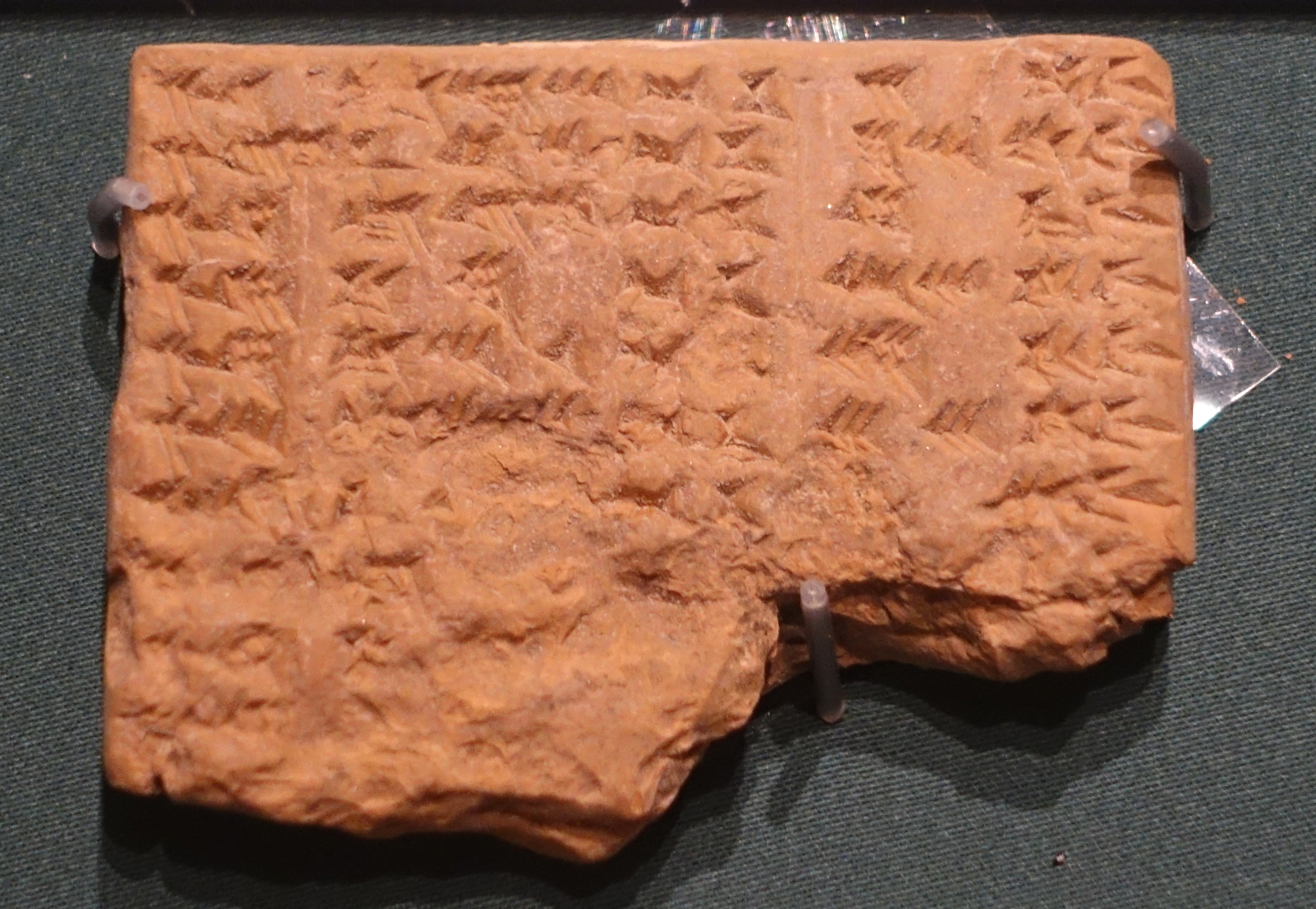
Tablilla de efemérides que informa de las apariciones nocturnas de Venus durante 24 años. Museo del Instituto Oriental de Chicago.

### La oniromancia
Los sueños también eran una oportunidad para que los dioses se dirigieran a los hombres. La oniromancia es una de las formas de adivinación más antiguas atestiguadas, ya que aparece en textos del período final de las dinastías arcaicas (c. 2450-2400 a. C.): en la inscripción de la Estela de los Buitres encontrada en Ngirsu, el rey Eannatum de Lagash ve en sueños al dios Ningirsu anunciando su próxima victoria; tablillas contemporáneas de Mari describen métodos de interpretación de los sueños. Posteriormente, la oniromancia está documentada en inscripciones reales, textos literarios (varios pasajes de la Epopeya de Gilgamesh, por ejemplo), cartas y textos técnicos, especialmente la serie Iškar Zaqiqu, que debe su nombre al dios de los sueños, Zaqiqu. Los presagios oníricos adoptan diferentes formas: podían ser sueños en los que el dios se aparecía directamente y pronunciaba un discurso inequívoco, generalmente al rey (ya sea que se le apareciese a él o a uno de sus súbditos), y que por lo tanto se consideraban de importancia primordial, y se asemejaban al profetismo; otras veces eran sueños más o menos insólitos, que debían ser descifrados para extraer un presagio. Los adivinos especializados en la interpretación de los sueños eran los bārû, pero también los šā'ilu/šā'iltu y los šabrû/šabrâtu, que parecen estar específicamente vinculados a la oniromancia. Estos especialistas también podían provocar sueños oraculares mediante rituales de incubación. Aparte de los mensajes de los dioses dirigidos directamente al soberano, que tenían una importancia primordial para el reino y se transmitían directamente a la corte la oniromancia también se ocupaba de asuntos privados: salud, esperanza de vida, riqueza, éxito.

### Hemerología y menología
Los acontecimientos observados podían tener un significado preciso para el futuro, pero a menudo el momento en que se producían podían cambiar su significado. Una concepción general que prevalecía entre los pueblos antiguos era que había días buenos y días malos para determinados tipos de actividad, principalmente actos rituales, pero también para todo tipo de acciones. La función de los "almanaques", que se encuentran en forma de menologías (relativas a los meses) y hemerologías (relativas a los días), era precisar estos períodos. Este tipo de texto está atestiguado ya a mediados del segundo milenio a. C., y se formula entonces en la serie denominada Iqqur īpuš «destruye, construye (una casa)», que determina los periodos buenos y malos (normalmente meses) para diferentes tipos de actividades: construcción de una casa, trabajos y actividades domésticas; construcción y restauración de lugares de culto y sus actividades ceremoniales; construcción de tumbas; los trabajos agrícolas; y los periodos durante los cuales existe un mayor riesgo de ser atacado por demonios y enfermedades.

### Teratomancia y fisionomía

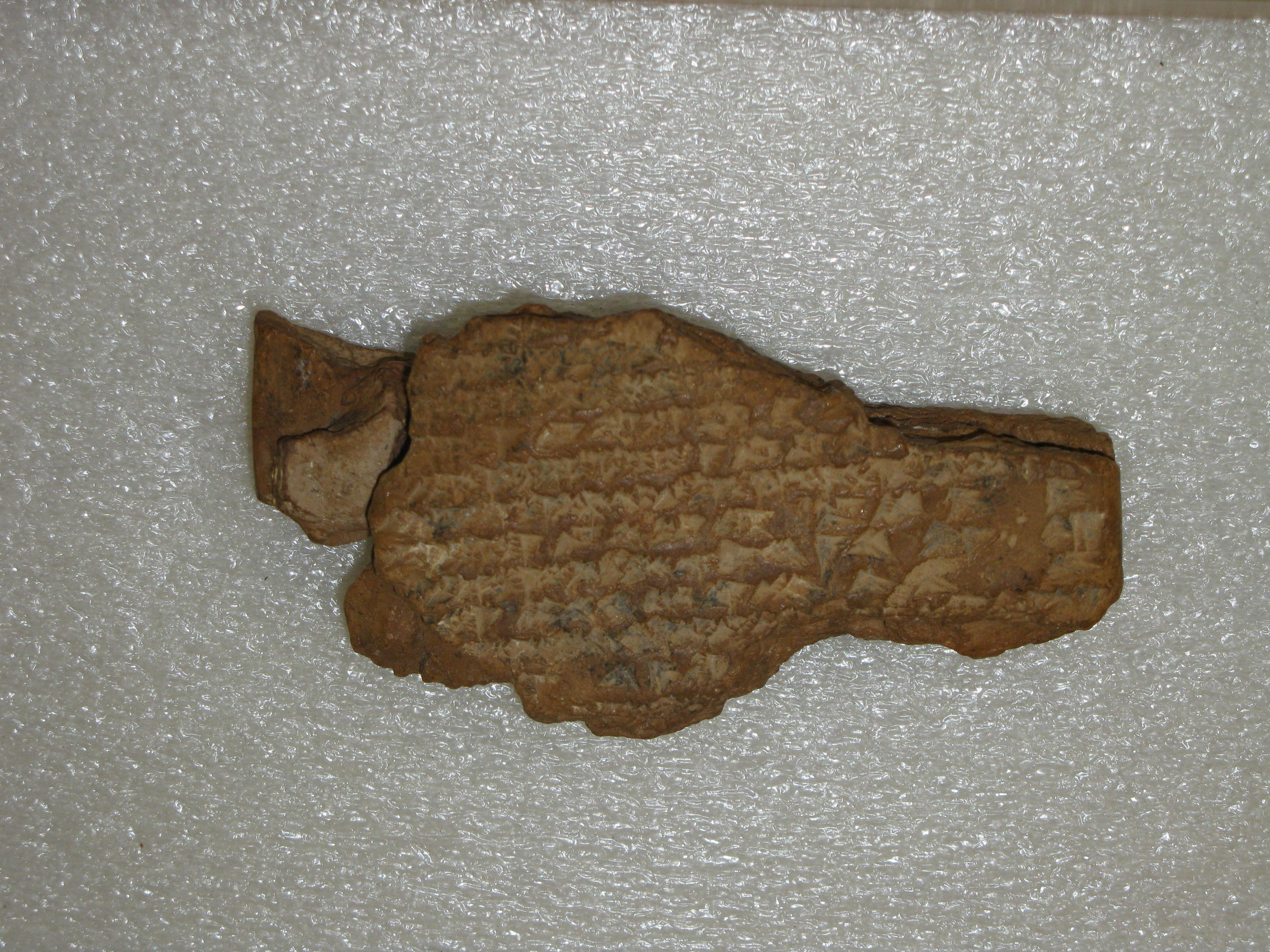
Fragmento de la quinta tabla de la serie Šumma izbu, - Metropolitan Museum of Art.

La teratomancia era la adivinación especializada en la interpretación de bebés recién nacidos, humanos o animales, con características anómalas que en acadio denominaban izbu("anomalía" o "malformación"). El título de la principal serie adivinatoria de la teratomancia es Šumma izbu ("Si una anomalía"), que enumeraba en una veintena de tablillas todas las posibles malformaciones de los recién nacidos, así como el futuro que predecían, que muy a menudo se refería al destino del país y del rey, lo que los convertía en oráculos de primera importancia. Por ello, los adivinos oficiales se encargaban a menudo de ir a inspeccionar ellos mismos los izbu para determinar el presagio que anunciaban. Otro tipo de presagio se relacionaba con el análisis del aspecto de las personas (fisonomía), recogido en la serie Šumma alandimmû (aladimmû significa el aspecto general de un individuo), que se iniciaba con las formas que podía adoptar la cabeza de una persona, y luego detallaba el resto del cuerpo de arriba abajo (pelo, frente, cejas, nariz, labios, mejillas, cara, cuello, torso, etc.). Una subserie de este tratado, denominada Šumma kataduqqû ("Si el habla"), trataba del habla y el temperamento de los individuos.

### Presagios médicos
La adivinación se utilizaba a menudo para hacer pronósticos médicos, hasta el punto de que los límites entre ambas prácticas eran a menudo difíciles de trazar. Los tratados adivinatorios y demás textos que documentan la práctica de los oráculos muestran que la salud y la longevidad de las personas era un tema recurrente de los presagios. Esto es comprensible en la medida en que los mesopotámicos solían atribuir el origen de las enfermedades a deidades o demonios específicos, por lo que adivinar la enfermedad era como adivinar quién estaba en el origen de la misma, y era especialmente importante determinar con qué ritual se debía proceder para obtener la curación, y para ello se consideraba que la adivinación era el método más eficaz. Por ello, el sanador, el āšipu, término que suele traducirse como "exorcista", ya que suele ser requerido para realizar rituales de curación, solía estar versado en el arte de la adivinación, o trabajaba conjuntamente con especialistas en hepatoscopia. El más importante de los textos técnicos relativos a la actividad de los exorcistas, bajo su nombre moderno Tratado de diagnóstico y pronóstico (nombre antiguo Sakikkû, "Síntomas"), se presentaba del mismo modo que una serie adivinatoria, con las mismas frases organizadas en prótasis y apódosis que predecían un destino favorable o desfavorable para el paciente. Comenzaba con la serie "Cuando el exorcista va a la casa de un enfermo" (Enûma ana bīt marsi āšipu illaku), que exponía lo que podía ocurrir cuando el āšipu iba a la casa de su paciente, y cómo interpretarlo para entender el estado del paciente y si se curaría o no, serie que fue comentada por los eruditos de Uruk en la época seléucida, tratando de aclarar y explicar el significado de estos presagios.

### Otras formas de adivinación

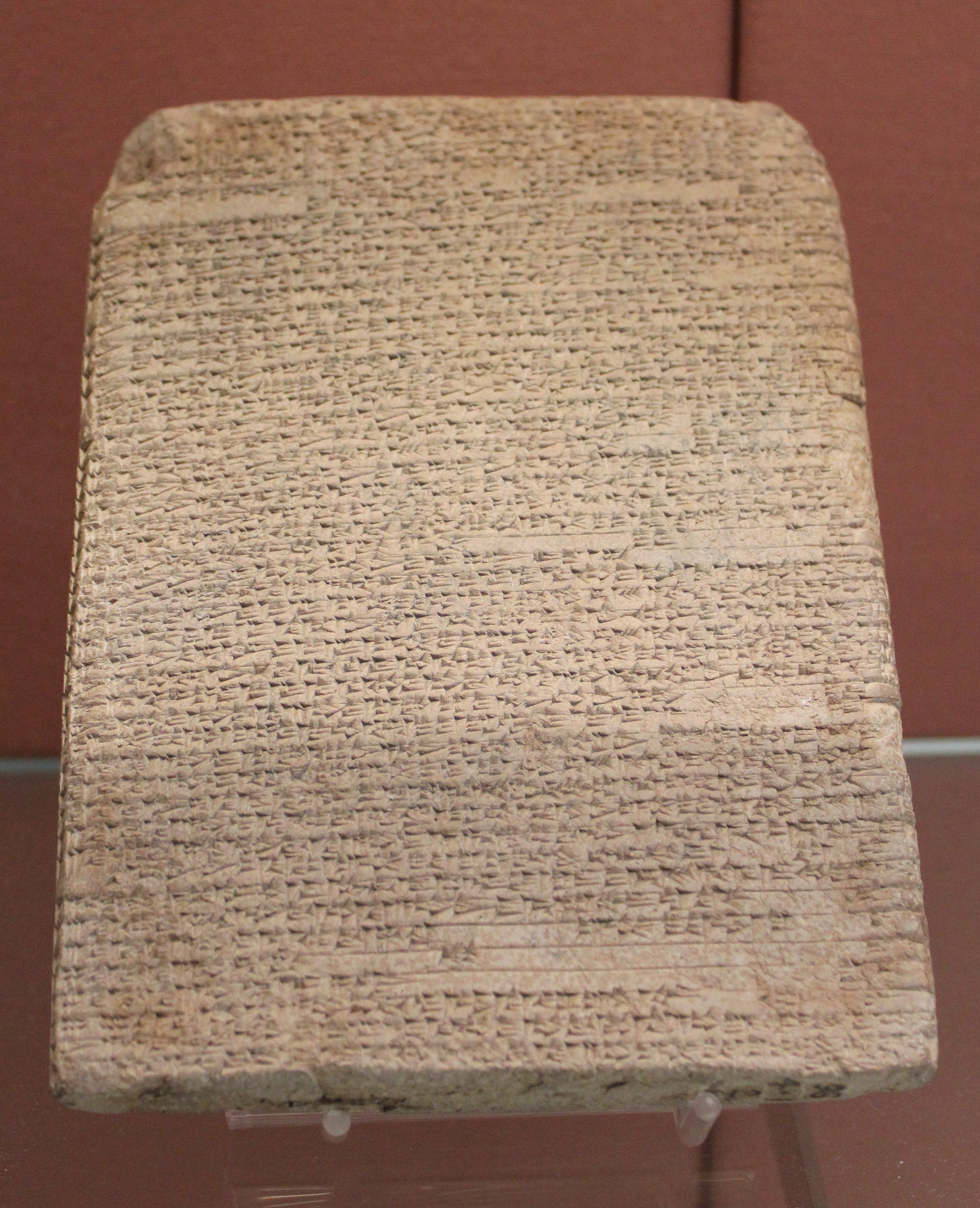
Tablilla de presagios sobre la observación de gotas de aceite en el agua (lecanomancia). Período paleobabilónico (c. 2000-1600 a. C.). Museo Británico.

En menor escala se detectan otras formas de adivinación en los textos. La ornitomancia no parece haber existido propiamente en Mesopotamia, pero sí está atestiguado con los hititas. En el periodo neoasirio los augures (dāgil iṣṣūrē, "observadores de pájaros") estaban presentes en la corte de Nínive tras haber sido deportados de regiones del área sirio-anatolia (Comagene, Shubria). No obstante, el comportamiento de los pájaros serviría para informar de mensajes divinos según se ha podido deducir de varias tablillas. Los archivos de Mari también documentan una adivinación que consistía en el análisis de cadáveres de aves, aparentemente palomas, sólo su aspecto ya que no fueron disecadas. Otras formas de adivinación recogidas por los tratados paleobabilónicos consistían en rituales de observación de la harina arrojada al suelo (aleuromancia), la forma del humo del incienso (libanomancia) o las gotas de aceite vertidas en un recipiente lleno de agua (lecanomancia). Por último, otra forma de adivinación poco atestiguada que pudo tener cierta importancia, pero que pudo ser considerada subversiva, era la nigromancia, la invocación a los espíritus de los muertos. La realizaban especialistas llamados šā'ilu/šā'iltu, que también desempeñan un papel en la interpretación de los sueños, y al parecer representaban una vertiente popular y no oficial de la adivinación.

### El profetismo
El profetismo era una forma de adivinación atestiguada en varios lugares del antiguo Oriente Próximo, y Mesopotamia no fue una excepción. Esta forma de adivinación era del tipo "inspirado", ya que versaba sobre cómo una divinidad se apoderaba de una persona que entraba en una fase de éxtasis y entregaba un mensaje divino de forma directa, generalmente al gobernante y relativo al destino del reino. Se trata, pues, de una forma de adivinación a la que prestaban especial atención los poderes reales. La profecía puede haber aparecido en los textos de Ebla, en Siria, hacia el año 2400 a. C., y especialmente en los dos principales archivos relacionados con la adivinación, a saber, los archivos de Mari del siglo XVIII a. C. y los de Nínive del siglo VI a. C. En el primer caso, los profetas eran esencialmente deidades sirias, Adad de Alepo y Dagón de [Terqa]. El profetismo parece estar más relacionado con la religiosidad de las regiones del norte de Mesopotamia, Siria y Levante. Una tablilla menciona el caso de una especie de profeta del dios Marduk en Babilonia, pero ésta es el único testimonio del sur de Mesopotamia de un fenómeno de este tipo, y si allí existió una adivinación de tipo profético, fue más bien una práctica popular y no despertó el interés de las élites políticas y religiosas. Los profetas y profetisas (āpilum/āpiltum o muhhûm/muhhūtum en Mari, raggimu y raggintu en Asiria) eran, por lo general, personas establecidas en el templo de la deidad de la que eran médiums, y no personas elegidas aparentemente al azar, como era el caso de las personas con sueños premonitorios en los que un dios se dirige al rey. En Asiria, las profecías eran iniciadas principalmente por las diosas Ishtar de Erbil e Ishtar de Nínive. Los mensajes se comunicaban a los monarcas y, por lo general, se referían a los asuntos políticos y militares del reino, es decir, a cuestiones de primera importancia, a menudo relacionadas con el estatus del dios (y, por tanto, de su templo y su clero), pero no podemos deducir el trasfondo político y los grupos de presión que pudieron existir detrás de los profetas.